# Alia Moestafina
Alia Fargatovna Moestafina (Russisch: Алия Фаргатовна Мустафина) (Jegorjevsk (Oblast Moskou), 30 september 1994) is een Russisch turnster. Ze won tijdens haar carrière onder meer zeven olympische medailles waarvan twee keer goud.

## Carrière
Moestafina werd wereldkampioen vierkamp individueel tijdens de wereldkampioenschappen turnen 2010 in Rotterdam. Op ditzelfde wereldkampioenschap werd ze samen met het Russische team ook wereldkampioen op de meerkamp voor teams. In de toestelfinales won ze ook nog drie zilveren medailles op de toestellen sprong, brug en vloer. Op balk werd ze door een val zevende.
Tijdens de Europese Kampioenschappen 2011 in april in Berlijn kreeg ze een blessure aan haar knie door het verkeerd landen bij een amanarsprong tijdens de meerkampfinale. Na onderzoek bleek dat haar voorste kruisband gescheurd was en dat ze geopereerd moest worden. In december deed ze weer voor het eerst mee aan een wedstrijd. Ze werd vierde op de meerkamp bij de Voronin Cup 2012 in Rusland en werd tweede op brug achter haar landgenote Viktoria Komova met een score van 15,475.
Op de Olympische Spelen van 2012 behaalde ze een bronzen medaille in de individuele meerkamp en de vloer en een gouden op de brug ongelijk. Samen met het Russisch damesteam behaalde ze een zilveren medaille in de landenmeerkamp. Op de Olympische Spelen van 2016 prolongeerde ze haar olympische titel op de brug met ongelijke leggers. Ook won ze opnieuw zilver met de Russische landenploeg en ook opnieuw brons in de individuele meerkamp.